# Se la rosa non si chiamerebbe rosa, Rita sarebbe il suo nome
Se la rosa non si chiamerebbe rosa, Rita sarebbe il suo nome è il secondo album del gruppo folk Folkabbestia, pubblicato nel 2000.

## Tracce
1. Intro - 0.04
2. Il frottoliere - 2.26
3. Et pourquoi? - 2.24
4. Oggi si sposa Naima - 2.34
5. Pirateria - 3.30
6. Tammuriata a mare nero - 3.43
7. Dentro la mano - 3.46
8. Un'hora sola ti vorrei - 2.45
9. In via sparano - 3.53
10. La sinfonia di Mister Tamburino - 2.36
11. Tarantella della buona ventura - 2.59
12. Stayla Lollo Manna - 2.17
13. Il mio nome è Bond James Bond - 2.59
14. Le vie del folk - 2.45
15. Il castello ottagonale - 3.56

## Formazione
- Lorenzo Mannarini: voce e chitarra acustica
- Michele Sansone: fisarmonica
- Francesco Fiore: basso elettrico
- Nicola De Liso: batteria
- Giuseppe Porsia: flauto e cori
- Fabio Losito: violino e cori